# Album 1994
Das Album 1994 ist das erste Album der Band Subway to Sally und ist musikalisch als Folk-Rock einzustufen. Die Gruppe selbst bezeichnet sich im Booklet selbst als „Potsdam and Berlin based Rock-Group“, der Stil selbst wird als „folkadelic“ angegeben.

## Inhalt
Das Album ist sehr stark folk-lastig und unterscheidet sich daher von den späteren Werken der Gruppe. Es handelt sich bei vielen Stücken um Bearbeitungen englischsprachiger Traditionals. Manche Titel waren bereits auf der Demo-Kassette von 1993 enthalten. Die Texte stammen nicht von der Gruppe selbst, als Verfasser werden Roger W. Sheen, Vincent W. Thomas und Hathor angegeben. Das Liedgut ist überwiegend in englischer Sprache, mit „An der Zeit“, „Traum vom Tod“ und „Die Braut“ finden sich aber auch drei deutschsprachige Titel.
Während auf den späteren Alben Eric Fish den Leadsänger darstellt, wechselt auf diesem Album je nach Lied diese Position zwischen Eric Fish, Simon und Bodenski.
Die Herkunft des Liedes „Die Braut“ ist ungeklärt: Laut Angaben im Booklet wurde es von einem gewissen Hathor geschrieben, fest steht aber, dass es bereits 1985 von verschiedenen Folk-Bands gesungen wurde, und zwar unter dem Titel „Fifty Ways to lose your Lover“. Es geht darum – wie der Titel schon andeutet – um Möglichkeiten, die unliebsame Gattin loszuwerden. Laut Bodenski ist dieser Song so chauvinistisch und grausam, dass Simon sich weigerte, den Text zu lernen. Das Stück wird heute aber – wieder – gerne live gespielt, allerdings ergänzt um eine Strophe, in der der Mann umgebracht werden soll. Diese Strophe ist auf dem folgenden Album MCMXCV als 30-Sekunden-Stück mit dem Titel „Der Bräutigam“ erschienen.
„Traum vom Tod“ ist eine Vertonung des gleichnamigen Gedichts von Erich Fried, das mit einigen englischsprachigen Zeilen von Hathor ergänzt wurde.
Zum letzten Titel auf dem Album, „Where Is Lucky?“, gab es einen ersten Videoclip von Subway to Sally. Dieser ist in größtenteils schwarz-weißer Super-8-Optik gehalten.

## Gestaltung
Das Cover wurde von Jörg Hafemeister gezeichnet und zeigt einen gelben Stier. Der Stier als Symbol findet sich auch auf späteren Veröffentlichungen der Gruppe wieder. Das Gruppenfoto der Musiker wurde von Gundula Friese aufgenommen.

## Titelliste
1. Ascending the Haughs O’Cromdale – 1:47
2. Rainman – 5:09
3. Queen of Argyll – 5:18
4. John Barleycorn (The Reincarnation)
5. Elvis Lives – 2:11
6. Planxt-chen – 0:20
7. An der Zeit – 3:36
8. Traum vom Tod – 4:14
9. Die Braut (Das Fleisch muss kalt sein) – 2:39
10. The Keach in the Creel – 3:04
11. Bonnie Johnnie Lowrie – 4:52
12. Down the Line – 4:41
13. But We Don’t Know – 4:18
14. Where Is Lucky? (A Foreign Face in a Foreign Land) – 5:14

Die Angabe der Titel auf der Rückseite der CD weicht teilweise von denen im Booklet ab. Die Titel  1, 4, 9 und 14 lauten dort verkürzt: „Cromdale“, „Barleycorn“, „Die Braut“ und „Where Is Lucky?“.

## Kritik
Das damalige Urteil der Rock Hard zu diesem Album lautete: „Das Album 1994 hat absoluten Kultfaktor.“
In der taz urteilte Gerrit Bartels: „Insgesamt erinnert das Album 1994 an ein braves, liebes, verträumtes Happening, ist irgendwie zwar schön, aber muffig; smells like Siebziger-Jahre-Innerlichkeit, Achtziger-Friedensbewegung und Neunziger-Trübnis, ganz konzentriert auf der Suche nach dem verlorenen Idyll.“

## Trivia
- Verlegt wurde das Album damals im Costbar-Autogram-Studio.
- Ursprünglich sollte das Album wie der darauf enthaltene Opener „Cromdale“ heißen, was aufgrund der Namensrechte bei der gleichnamigen Band durch deren Label untersagt wurde.
- Auf dem späteren Album „Foppt den Dämon!“ von 1996 findet sich ein Lied mit dem Titel „Traum vom Tod II“.
- Das zweite Instrumentalstück auf dem Album, „Planxt-chen“, ist mit 20 Sekunden bis jetzt das kürzeste Lied der Band überhaupt.